# Sarah Schachner
Sarah Schachner (Filadélfia, 26 de janeiro de 1988) é uma compositora e musicista americana que trabalhou em trilhas sonoras de filmes, séries de televisão e jogos eletrônicos.

## Biografia
Schachner cresceu nos subúrbios da Filadélfia. Quando ela tinha cinco anos, ela começou a tocar piano e depois começou a tocar violino. Ela continuou aprendendo outros instrumentos, como viola e violoncelo, e tocou com a família e em uma orquestra, além de uma banda de jazz.
Schachner foi para a Berklee College of Music e depois se mudou para Los Angeles. Ela começou a trabalhar com o compositor Brian Tyler, que trabalhou no cinema e depois começou a escrever músicas para jogos eletrônicos. Tyler trouxe Schachner pela primeira vez para trabalhar em Call of Duty: Modern Warfare 3. Schachner disse: "Comecei a fazer música nos jogos para ele e percebi o quanto adorava trabalhar nos jogos". Desde então, Schachner trabalhou em mais jogos de Call of Duty, como Infinite Warfare, e também trabalhou com a Ubisoft nas séries Far Cry e Assassin's Creed. Schachner começou a incorporar sintetizadores com seu trabalho em instrumentos de cordas.
Em 2016, a campanha presidencial de Ted Cruz usou uma das músicas de Schachner, Lens, sem permissão. Como compositora, ela e o intérprete, juntamente com uma empresa de licenciamento, processaram a campanha de Cruz em maio de 2016 por violação de direitos autorais.
Schachner também contribuiu para o Cassini Finale Music Project, uma comemoração da missão Cassini a Saturno.

## Discografia

### Filme
| Ano  | Título               | Diretor          | Estúdio(s)              | Notas                               | Ref.   |
| ---- | -------------------- | ---------------- | ----------------------- | ----------------------------------- | ------ |
| 2010 | Cool It              | Ondi Timoner     | Roadside Attractions    | Co-composto com N'oa Winter Lazerus | [ 12 ] |
| 2010 | She Believes in Fate | Douglas Lamore   | Charlatan Studios       | curta metragem                      |        |
| 2011 | Remains              | Colin Theys      | Chiller Films           | —                                   | [ 6 ]  |
| 2012 | Promesas             | Aaron Celious    | —                       | curta metragem                      |        |
| 2013 | UnHung Hero          | Brian Spitz      | Breaking Glass Pictures | —                                   | [ 6 ]  |
| 2015 | The Lazarus Effect   | David Gelb       | Relativity Media        | —                                   | [ 7 ]  |
| 2022 | Prey                 | Dan Trachtenberg | 20th Century Studios    | —                                   | [ 13 ] |

#### Outros créditos musicais
| Ano  | Título               | Diretor         | Estúdio(s)           | Notas                      | Ref.  |
| ---- | -------------------- | --------------- | -------------------- | -------------------------- | ----- |
| 2012 | John Dies at the End | Dom Coscarelli  | Magnet Releasing     | Música adicional           | [ 6 ] |
| 2012 | The Expendables 2    | Simon West      | Lionsgate            | Arranjos de partituras     | [ 3 ] |
| 2013 | Iron Man 3           | Shane Black     | Estúdios Marvel      | Arranjadora e programadora | [ 3 ] |
| 2013 | Now You See Me       | Louis Leterrier | Summit Entertainment | Arranjadora e programadora | [ 3 ] |
| 2016 | Now You See Me 2     | Jon M. Chu      | Summit Entertainment | Arranjadora e programadora |       |

### Televisão
| Ano  | Título       | Canal original    | Notas                                      | Ref.   |
| ---- | ------------ | ----------------- | ------------------------------------------ | ------ |
| 2010 | Brew Masters | Discovery Channel | —                                          |        |
| 2011 | The Troop    | Nickelodeon       | —                                          |        |
| 2015 | Chef's Table | Netflix           | Episódio: "Massimo Bottura" e "Jordi Roca" | [ 14 ] |

### Jogos eletrônicos
| Ano  | Título                          | Estúdio         | Notas                                     | Ref.   |
| ---- | ------------------------------- | --------------- | ----------------------------------------- | ------ |
| 2014 | Assassin's Creed: Unity         | Ubisoft         | Co-composto com Chris Tilton e Ryan Amon  | [ 7 ]  |
| 2016 | Call of Duty: Infinite Warfare  | Activision      | —                                         | [ 5 ]  |
| 2017 | Assassin's Creed Origins        | Ubisoft         | —                                         | [ 7 ]  |
| 2019 | Anthem                          | Electronic Arts | —                                         | [ 11 ] |
| 2019 | Call of Duty: Modern Warfare    | Activision      | —                                         | [ 15 ] |
| 2020 | Assassin's Creed Valhalla       | Ubisoft         | Co-composto com Jesper Kyd e Einar Selvik | [ 16 ] |
| 2022 | Call of Duty: Modern Warfare II | Activision      | —                                         | [ 17 ] |

#### Outros créditos musicais
| Ano  | Título                          | Estúdio         | Notas                                                 | Ref.  |
| ---- | ------------------------------- | --------------- | ----------------------------------------------------- | ----- |
| 2011 | Call of Duty: Modern Warfare 3  | Activision      | Guitarras e violino adicionais Arranjos de partituras | [ 3 ] |
| 2011 | Need for Speed: The Run         | Electronic Arts | Guitarras adicionais Arranjos de partituras           | [ 6 ] |
| 2012 | Far Cry 3                       | Ubisoft         | Música adicional, violoncelos, violino e vocais       | [ 6 ] |
| 2013 | Army of Two: The Devil's Cartel | Electronic Arts | Música adicional, violoncelo e violino                | [ 6 ] |
| 2013 | Assassin's Creed IV: Black Flag | Ubisoft         | Música adicional                                      | [ 7 ] |